# Звоник (Фаркашеваць)
Звоник (хорв. Zvonik) — населений пункт у Хорватії, у Загребській жупанії у складі громади Фаркашеваць.

## Населення
Населення за даними перепису 2011 року становило 87 осіб.
Динаміка чисельності населення поселення:

## Клімат
Середня річна температура становить 10,80 °C, середня максимальна – 25,20 °C, а середня мінімальна – -5,95 °C. Середня річна кількість опадів – 794 мм.
| Клімат поселення                              | Клімат поселення | Клімат поселення | Клімат поселення | Клімат поселення | Клімат поселення | Клімат поселення | Клімат поселення | Клімат поселення | Клімат поселення | Клімат поселення | Клімат поселення | Клімат поселення | Клімат поселення |
| Показник                                      | Січ.             | Лют.             | Бер.             | Квіт.            | Трав.            | Черв.            | Лип.             | Серп.            | Вер.             | Жовт.            | Лист.            | Груд.            |                  |
| Середній максимум, °C                         | 5,88             | 8,10             | 12,68            | 16,90            | 22,30            | 25,20            | 24,41            | 23,79            | 19,80            | 14,80            | 9,52             | 4,73             |                  |
| Середня температура, °C                       | −0,04            | 2,20             | 6,76             | 11,00            | 16,39            | 19,30            | 20,57            | 19,95            | 15,98            | 10,97            | 5,69             | 0,92             |                  |
| Середній мінімум, °C                          | −5,95            | −3,74            | 0,84             | 5,08             | 10,46            | 13,37            | 16,71            | 16,10            | 12,13            | 7,13             | 1,83             | −2,93            |                  |
| Норма опадів, мм                              | 44               | 43               | 49               | 60               | 74               | 87               | 76               | 74               | 73               | 73               | 80               | 61               |                  |
| Середньомісячна швидкість вітру, м/с          | 2.10             | 2.30             | 2.70             | 2.60             | 2.40             | 2.16             | 2.10             | 1.90             | 1.90             | 2.00             | 2.10             | 2.10             |                  |
| Середньомісячна сонячна радіація, кДж/м²·день | 4065             | 6889             | 10698            | 15119            | 19282            | 21381            | 22073            | 19415            | 14243            | 8795             | 4561             | 3323             |                  |
| --------------------------------------------- | ---------------- | ---------------- | ---------------- | ---------------- | ---------------- | ---------------- | ---------------- | ---------------- | ---------------- | ---------------- | ---------------- | ---------------- | ---------------- |
| Джерело:                                      |                  |                  |                  |                  |                  |                  |                  |                  |                  |                  |                  |                  |                  |